# Chloroclystis protrusata
Chloroclystis protrusata är en fjärilsart som beskrevs av W. Warren 1902. Chloroclystis protrusata ingår i släktet Chloroclystis och familjen mätare. Inga underarter finns listade i Catalogue of Life.